# 鲍勃·贝尔
罗伯特·查尔斯·贝尔（英語：Robert Charles Bell，1959年4月10日—）是一名英国一级方程式赛车工程师，目前担任阿斯顿·马丁车队的执行技术总监。

## 职业生涯
鲍勃·贝尔在贝尔法斯特女王大学获得了航空航天工程专业的博士学位。 1982年，他加入了迈凯伦车队担任空气动力学工程师。1988年，他被提拔为研发部门负责人；他在那里继续工作了两年。1997年，贝尔加入了贝纳通车队，与尼克·维尔斯搭档工作。
他在贝纳通车队担任高级空气动力学家直到1999年，他受到前迈凯伦同事迈克·加斯科因的邀请加入了乔丹车队，成为车辆技术负责人。2001年，鲍勃·贝尔和加斯科因都离开了乔丹车队，加入了收购了贝纳通的雷诺车队，鲍勃被任命为车队的副技术总监；2003年，随着加斯科因离开雷诺加盟丰田车队，鲍勃成为了雷诺车队的技术总监。
鲍勃·贝尔在雷诺任职技术总监时，车队在2005年赛季和2006年赛季迎来了巨大的成功。由他领衔开发的雷诺R25和R26在费尔南多·阿隆索的驾驶下，都赢得了当年的车队总冠军和车手总冠军。不过接下来的2007年和2008年车队均未赢得总冠军，均位列车队排名第四名。2009年9月23日，由于雷诺车队的撞车门丑闻的影响，车队领队弗拉维奥·布里亚托利与技术执行总监帕特·西蒙斯宣布辞职。鲍勃·贝尔被任命雷诺车队领队，带领车队参加2009年余下的比赛。2010年赛季，鲍勃担任车队董事总经理，直到2010年10月6日离职。
2011年2月18日，鲍勃·贝尔被任命为梅赛德斯车队的新任技术总监，他于2011年4月正式履新。2014年4月，梅赛德斯宣布鲍勃已于2013年12月辞职，他将在2014年11月离开车队。
在2015年一级方程式加拿大大奖赛后，玛鲁西亚车队宣布将聘请鲍勃·贝尔担任车队的技术顾问。
2016年2月3日，鲍勃宣布加入新组建雷诺车队担任首席技术官。在雷诺工作2年后，2018年，他离开车队成为雷诺车队恩斯通工厂的兼职顾问。2024年3月，鲍勃宣布离开Alpine车队的恩斯通工厂。同日稍晚时候，阿斯顿·马丁车队宣布聘请鲍勃·贝尔担任车队的执行总监。